# Noblella peruviana
Espèce
Synonymes
- Sminthillus peruvianus  Noble, 1921
- Phrynopus peruvianus (Noble, 1921)

Statut de conservation UICN

 DD  : Données insuffisantes
Noblella peruviana est une espèce d'amphibiens de la famille des Craugastoridae.

## Répartition
Cette espèce est endémique de la province de Paucartambo dans la région de Cusco au Pérou. Elle se rencontre entre 2 800 et 3 500 m d'altitude sur l'Abra Accanacu.

## Description
L'holotype mesure 16 mm.

## Étymologie
Cette espèce est nommée en référence au lieu de sa découverte, le Pérou.

## Publication originale
- (en) Noble, 1921 : Five New Species of Salientia from South America. American Museum Novitates, no 29, p. 1-7 (texte intégral).